# Altamont, Tennessee
Altamont är administrativ huvudort i Grundy County i Tennessee. Altamont hade 1 045 invånare enligt 2010 års folkräkning.